# Leònides I
Leònides o Leònidas (en grec: Λεωνίδας; "fill del lleó", "semblant a un lleó", en llatí Leonidas) fou un rei d'Esparta, el dissetè de la dinastia Agíada, suposadament descendent d'Hèracles, fill d'Anaxàndrides II i la seva primera muller, i suposat germà bessó d'un príncep conegut per Cleombrot. Va succeir el seu germanastre Cleòmenes I vers el 491 o el 490 aC, quan va morir el seu germà gran, Doreu, i es casà amb la filla de Clèomenes, Gorgo. El seu nom esdevingué llegendari com a resultat dels esdeveniments de la batalla de les Termòpiles.

## La Batalla de les Termòpiles
Quan feia deu anys que era al tron, el congrés grec de l'istme de Corint va declarar la guerra als perses i va fixar la resistència al pas de les Termòpiles. Leònides hi fou enviat el (480 aC) amb un contingent poc nombrós. Plutarc diu que abans de marxar ja es van celebrar jocs funeraris en el seu honor i que "eren pocs per lluitar i massa per morir".
El 480 aC Leònides es dirigí a les Termòpiles ("Portes Calentes") amb 300 dels millors soldats d'Esparta i uns 1.100 aliats per defensar el pas dels centenars de milers de soldats perses que havien llançat una invasió des del nord de Grècia sota el comandament de Xerxes I. Els relats contemporanis conten que Leònides s'emportà la seva petita guàrdia personal perquè les tradicions religioses espartanes li impedien de recórrer a un exèrcit en aquella època de l'any. A més, es dirigia conscientment cap a la mort; un oracle havia predit que Esparta només se salvaria amb la mort d'un dels seus reis, un del llinatge d'Hèracles. En canvi, sembla que els èfors van donar suport al pla sense gaire entusiame perquè se celebraven les festes Carnees i perquè la seva política era concentrar les forces gregues a l'istme de Corint.
Segons Plutarc, Gorgo, la seva muller, li va demanar com podia ajudar-lo en la seva missió. Ell li respongué: "Casa't amb un bon home, tingues uns bons fills, i viu una bona vida", ja que estava convençut que portava els seus homes i ell mateix a una mort segura.
Diversos episodis mostren la valentia calmada que feu famosos en Leònides i els seus 300 espartans. El primer dia del setge, Xerxes exigí que els grecs llancessin les seves armes. Leònides respongué «molón labé, Μολών Λαβέ» "veniu a buscar-les". Aquesta frase ha estat repetida per generals i polítics al llarg de la història, i és comuna en la cultura popular. Actualment és l'emblema del 1r Cos de l'Exèrcit Grec.
Els homes d'en Leònides repel·liren els atacs frontals dels perses durant els dos primers dies, però quan el malià Efialtes va menar el general persa Hidarnes per un camí de muntanya que portava a la rereguarda dels grecs, en Leònides dividí el seu exèrcit. El rei restà al passatge amb els seus 300 espartans i 400 tebans, així com 700 tespians que no volgueren marxar. La intenció d'en Leònides era retardar els perses, sacrificant-se ell mateix i els seus homes.
El petit contingent grec, atacat pels dos costats, lluità fins a l'últim home, excepte els tebans, que es rendiren. Una de les teories és que en Leònides va fer marxar la resta dels seus homes per tal de conservar tropes per a futures batalles. Els soldats que es quedaren tenien la missió de protegir-ne la retirada davant els atacs de la cavalleria persa.
En Leònides caigué en plena batalla, però els espartans en recuperaren el cos i el protegiren fins que ells també foren morts per les fletxes enemigues. Heròdot diu que Xerxes ordenà que tallessin el cap a en Leònides i que el cos fos crucificat, tan profund era l'odi que tenia contra el rei espartà. Però un càstig com aquell era considerat un sacrilegi i, a més, era una acció que no s'adeia amb la manera de fer de Xerxes. Per això, immediatament Xerxes tingué remordiments i, quaranta anys més tard, va fer retornar el cadàver d'en Leònides als espartans.
En Leònides va ser enterrat amb tots els honors, incloent-hi lamentacions i dol, cosa molt inusual a Esparta. Al lloc on va caure s'hi va erigir l'estàtua d'un lleó amb la inscripció següent:
Vés, digues als espartans, estranger que passes

Que aquí jaiem segons les seves lleis.
(grec: Ώ ξειν', ἀγγέλειν Λακεδαιμονίοις ότι τήδε κείμεθα, τοις κοίνων ρήμασι πειθόμενοι) - epitafi a les Termòpiles (epigrama de Simònides).
Hi hagué dos espartans que van sobreviure. Aristodem va sofrir una lesió ocular i se li manà que tornés cap a Esparta, juntament amb els aliats en retirada. Pantites fou enviat a buscar reforços a Tessàlia, però no tornà a les Termòpiles fins que la batalla ja s'havia acabat; a causa del deshonor que això significava, acabà penjant-se.

## Cultura popular
- La pel·lícula 300 explica la història d'aquells 300 espartans. L'actor Gerard Butler interpreta Leònides.
- El còmic 300 també explica la batalla de les Termòpiles i és la inspiració de la pel·lícula 300.